# Corbu, Olt
Corbu là một xã thuộc hạt Olt, România. Dân số thời điểm năm 2002 là 2638 người.